# Luciano Copetti
Luciano Copetti (Córdoba, Argentina, 24 de febrero de 1991) es un futbolista profesional argentino que se desempeña como volante ofensivo y su equipo actual es Sansinena de la Torneo Federal A

## Trayectoria
Hizo su debut en General Paz Juniors en el Argentino B en 2006. Fue transferido al Instituto Atlético Central Córdoba donde formó parte del Plantel de Primera División en la B Nacional. Luego un paso en ligas del Interior del Fútbol de Córdoba. Regresa al Club General Paz Juniors. Luego su paso a Talleres de Perico, Jujuy. En 2015 lo fiacha Bauger FC de la Primera División de Liga Dominicana de Fútbol. Luego de un paso por Reboceros de La Piedad y Elgin Pumas de la NPSL los Estados Unidos. Actualmente en el Club General Paz Juniors

## Selección
- Convocado a la Selección SUB15 en el año 2006 a disputar el Torneo XIV Campeonato Provincial de Selecciones de Ligas “Gobernación de Córdoba”. Embalse, Río Tercero.
- Convocado a la Selección SUB15 en el año 2006 a disputar el Torneo “Campeonato Argentino Nacional Sub15” Necochea.
- Convocado a la Selección SUB15 en el año 2007 a disputar la Córdoba Cup Internacional (4 goles - Segundo Goleador)
- Convocado a la Selección SUB17 en el año 2007 a disputar el Torneo XV Campeonato “Hugo Daniel Tocalli” (11 goles - Segundo goleador).

| Club                                    | País                 | Año             |
| --------------------------------------- | -------------------- | --------------- |
| Club Atlético Avellaneda                | Argentina            | 1998-2003       |
| General Paz Juniors                     | Argentina            | 2003-2009       |
| Instituto Atlético Central Córdoba      | Argentina            | 2009-2011       |
| Lota Schwaguer                          | Chile                | 2011-2011       |
| Sportivo Isla Verde                     | Argentina            | 2011-2012       |
| General Paz Juniors                     | Argentina            | 2013-2014       |
| Club Atlético y Social Obras Sanitarias | Argentina            | 2014-2014       |
| Talleres de Perico                      | Argentina            | 2014-2015       |
| Bauger FC                               | República Dominicana | 2015-2016       |
| Reboceros de La Piedad                  | Estados Unidos       | 2017-2018       |
| Elgin Pumas                             | Estados Unidos       | 2017-2018       |
| General Paz Juniors                     | Argentina            | 2018-Actualidad |